# آماندا سامپدرو
آماندا سامپدرو (انگلیسی: Amanda Sampedro؛ زادهٔ ۲۶ ژوئن ۱۹۹۳) بازیکن فوتبال اهل اسپانیا است.
از باشگاه‌هایی که در آن بازی کرده‌است می‌توان به باشگاه فوتبال اتلتیکو مادرید و باشگاه فوتبال زنان اتلتیکو مادرید اشاره کرد.
وی همچنین در تیم‌های ملی فوتبال تیم ملی فوتبال زیر 17 سال زنان اسپانیا, تیم ملی فوتبال زیر 19 سال زنان اسپانیا و زنان اسپانیا بازی کرده‌است.